# 蒸馏水

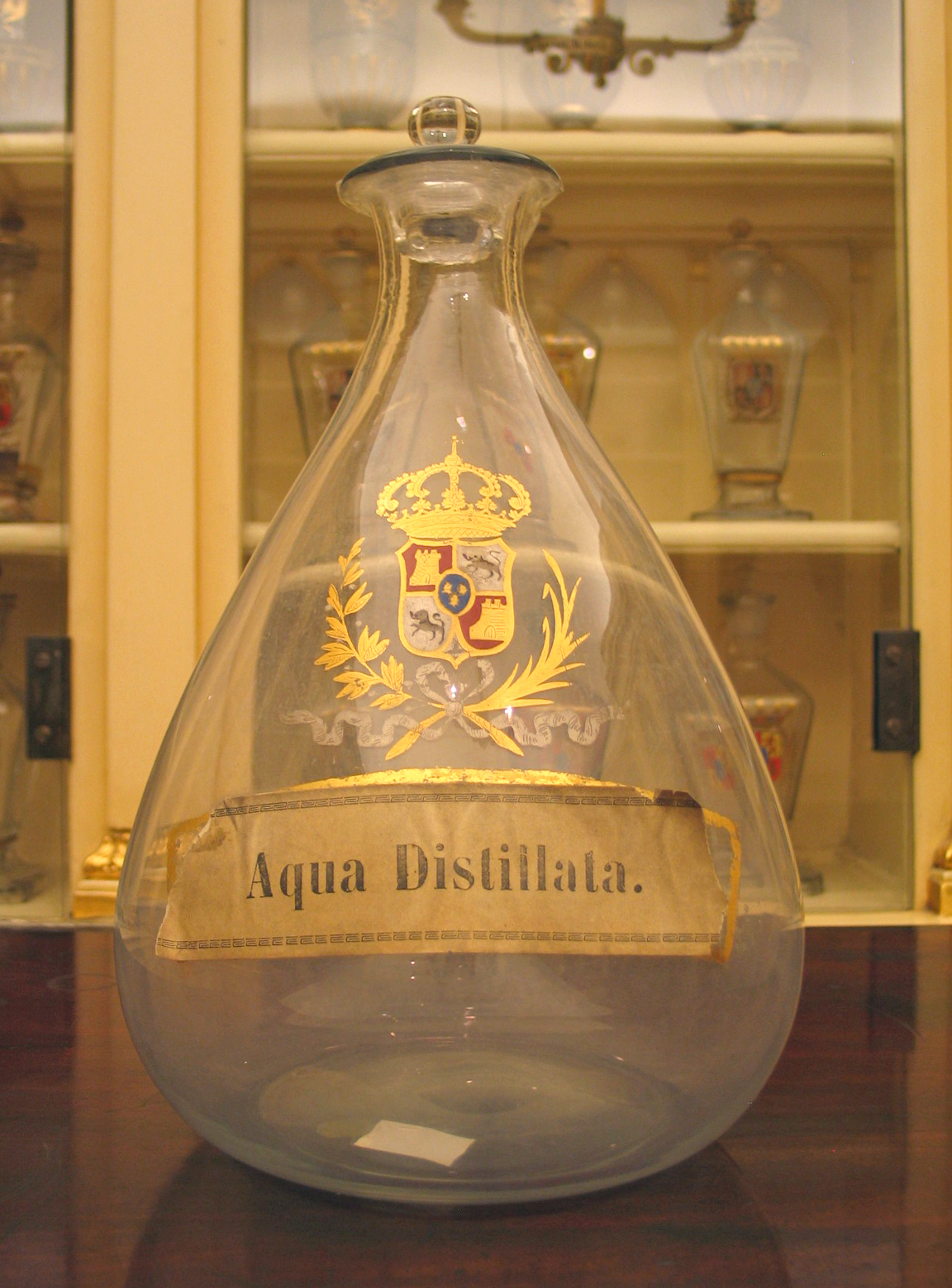
马德里王宫陈列的用于提炼蒸馏水的试剂瓶

蒸餾水（英語：Distilled water）是纯水的一種，是經過處理後純潔、乾淨，不含有雜質或細菌的水。以符合生活飲用水衛生標準的水為原水，通过電渗析器法、離子交换器法、反渗透法、蒸餾法及其他適當的加工方法製得而成。
密封於容器内，且含碳酸少量碳水化合物，無色透明，可直接飲用。市場上出售的太空水，蒸餾水均屬純淨水。有時候這個詞也和化學實驗室中提煉的蒸餾水或雨水通用。
實驗室做蒸餾水器是自來水用電加熱致沸，其蒸氣過冷凝管冷凝成蒸餾水，收集即得。

## 应用

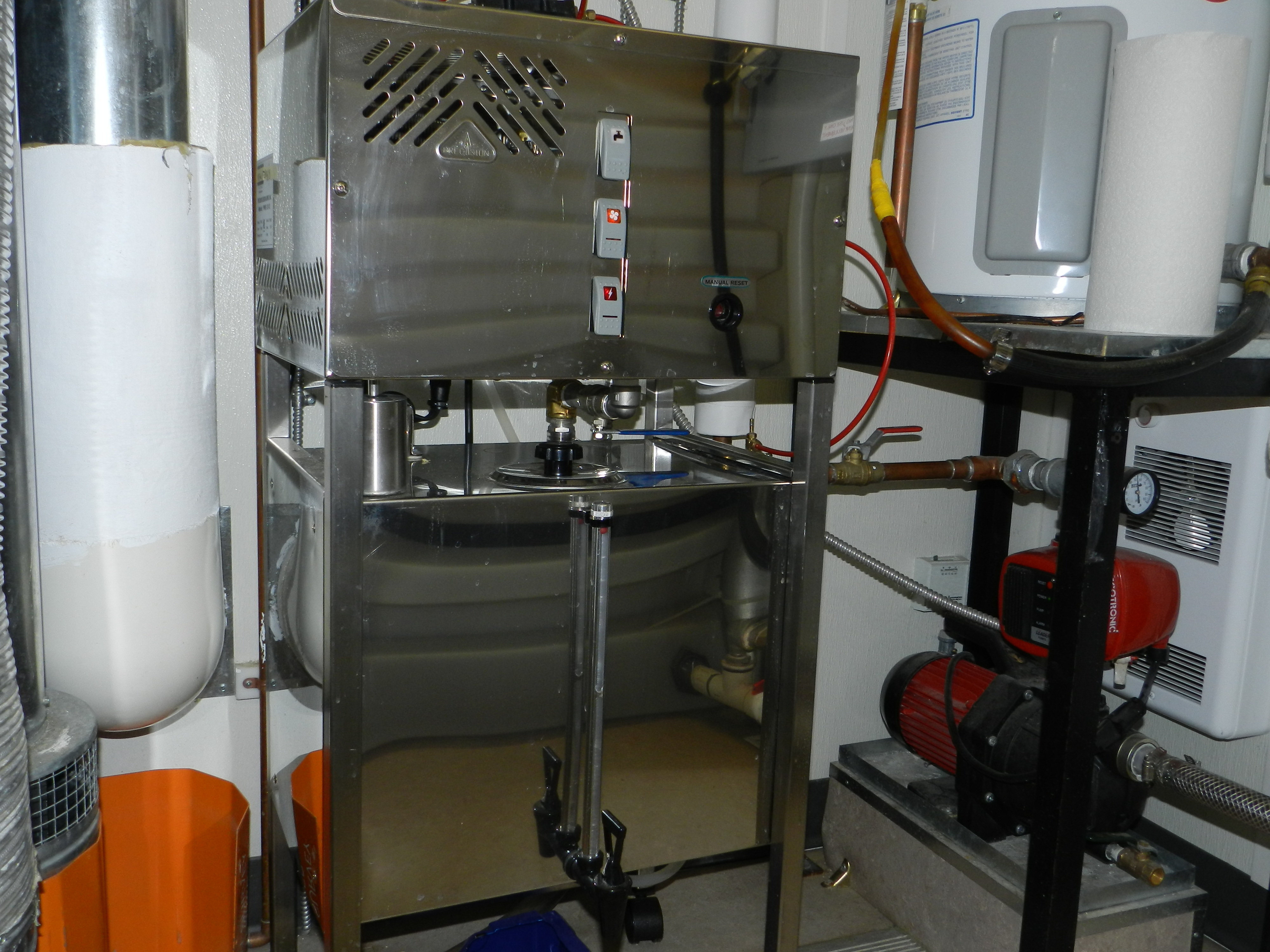
蒸馏水蒸馏器

蒸馏水广泛应用于化学和生物实验室中，在工业上也有应用。有时候会使用较为便宜的去离子水代替蒸馏水。当对杂质要求很高时，则必须使用蒸馏水。对水纯度極其严苛的情况下，会使用双蒸水。
通常，在化学实验中，水中的杂质会发生、参与甚至干扰化学反应，矿物质会在沸腾后留下矿物沉淀。因此蒸馏是液体提纯的其中一种方法。水沸腾时，所有不可挥发物质或矿物质均将留在瓶中，形成水垢。
自来水中的离子会显著降低铅酸蓄电池寿命，车用制冷系统中，这些离子会腐蚀引擎元件冷却管道，消耗防凍劑中防腐蚀添加剂。
生物实验中，对水的纯洁程度比较高，在水族箱中使用蒸馏水以避免所有不可挥发的污染物。
除此以外，水的雜質对一些精度要求高的仪器设备的可靠性有决定性作用。例如在医疗设备中，稳定气道正压（CPAP）仪使用蒸馏水对呼吸气体湿度进行调节。蒸馏水不会在稳定气道正压仪的加湿器中留下水垢。
早期的波音707喷气发动机在高海拔高温气候下，使用蒸馏水增大空气密度，辅助飞机起飞。